# انتشارات سیج
انتشارات سیج (انگلیسی: SAGE Publishing) یک شرکت انتشاراتی مستقل است که در شهر نیویورک به سال ۱۹۶۵ پایه‌گذاری شد. مقر فعلی این شرکت به ایالات کالیفورنیا-آمریکا منتقل شده‌است.